# Embalse de Eugui
El embalse de Eugi, también llamado pantano de Eugi (Eugiko urtegia en euskera) es un represamiento construido entre 1968 y 1973 en la cabecera del río Arga junto a la localidad de Eugui de donde toma el nombre, situada en el valle de Esteríbar, al norte de la Comunidad Foral de Navarra.

## Funciones
La principal función que tiene es la de abastecer de agua a Pamplona y su comarca.